# Брегу, Адриано
Адриано Брегу (греч. Αντριάνο Μπρέγκου; род. 9 апреля 2006, Афины) — греческий футболист, атакующий полузащитник клуба «Панатинаикос».

## Клубная карьера
Брегу — воспитанник клубов «Патиакакис» и «Панатинаикос». В 2024 году в поединке Лиги конференций против минского «Динамо» игрок дебютировал за основной состав последних.